# Referendum o belgické monarchii (1950)
Dne 12. března 1950 se v Belgii konalo referendum o umožnění návratu krále Leopolda III. do Belgie a obnovení jeho pravomocí a povinností jako panovníka. Návrh schválilo 57,68% voličů.

## Pozadí
Král Leopold odešel do exilu v červnu 1944, kdy mu Heinrich Himmler nařídil opustit Belgii. Leopolda drželi nacisté v rakouském Stroblu až do začátku května 1945, kdy byl osvobozen členy 106. jízdního pluku Spojených států. Kvůli politickým problémům kolem jeho chování během války zůstal král Leopold ve švýcarském exilu až do roku 1950. Jeho bratr princ Karel, hrabě z Flander, byl po osvobození v roce 1944 dosazen na trůn jako regent.
Katolíci, kteří obecně podporovali návrat krále, získali většinu v belgickém Senátu během všeobecných voleb 26. června 1949. Katolíci sestavili vládu s liberály. Datum referenda (Consultation populaire) stanovila tato vláda na 12. března 1950.
Socialistický vůdce Paul-Henri Spaak byl proti uspořádání referenda. Předvídal, že hlasy pro Leopolda by mohly být mezi 55% a 65%, což podle něj nedávalo žádný rozhodující mandát pro návrat krále. Předvídal také, že by krále podporovaly Flandry, ale ztratil by Valonsko. V takovém případě, řekl Spaak, „vláda nebude mít pouze na rukou královu abdikaci nebo návrat, ale bude muset také uklidnit hněv, ostrost a nevraživost Flander nebo Valonska.“

## Výsledky
Otázka, kterou voliči dostali, byla:

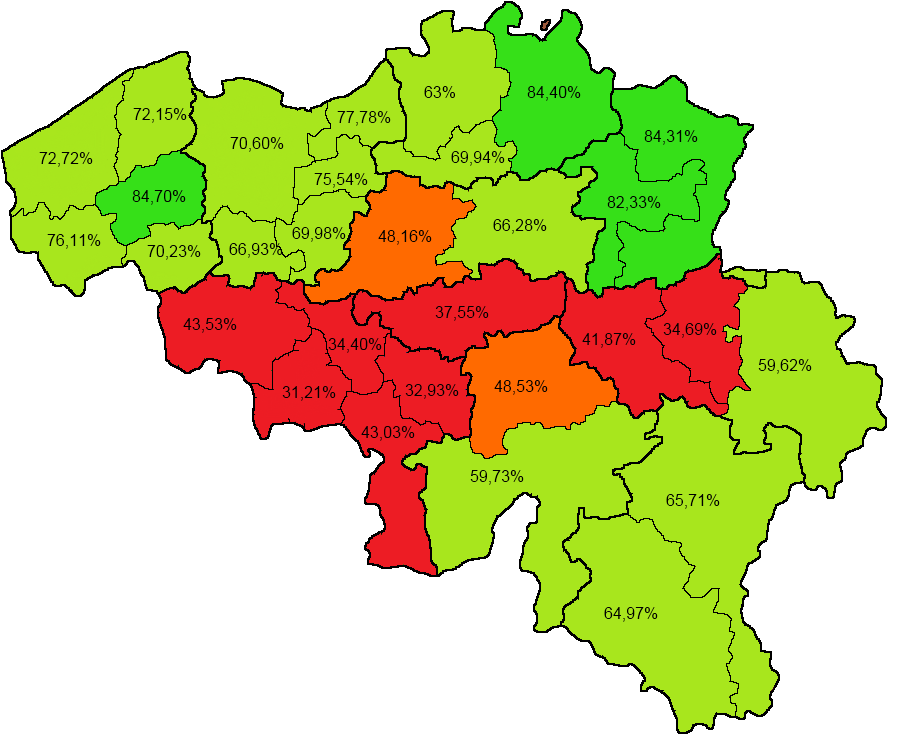
Procento platných hlasů ve prospěch návratu Leopolda III. v každém volebním okrsku. Tmavě zelené oblasti jsou silně pro, světle zelené oblasti pro, oranžové oblasti těsně proti a červené oblasti proti.

Nizozemsky: "Zijt U de mening toegedaan dat Koning Leopold III de uitoefening van zijn grondwettelijke machten zou hernemen?"
Francouzsky: "Êtes-vous d'avis que le Roi Leopold III reprenne l'exercice de ses pouvoirs constitutionnels ?"
Překlad: „Jste toho názoru, že by král Leopold III. měl obnovit výkon svých ústavních pravomocí?“

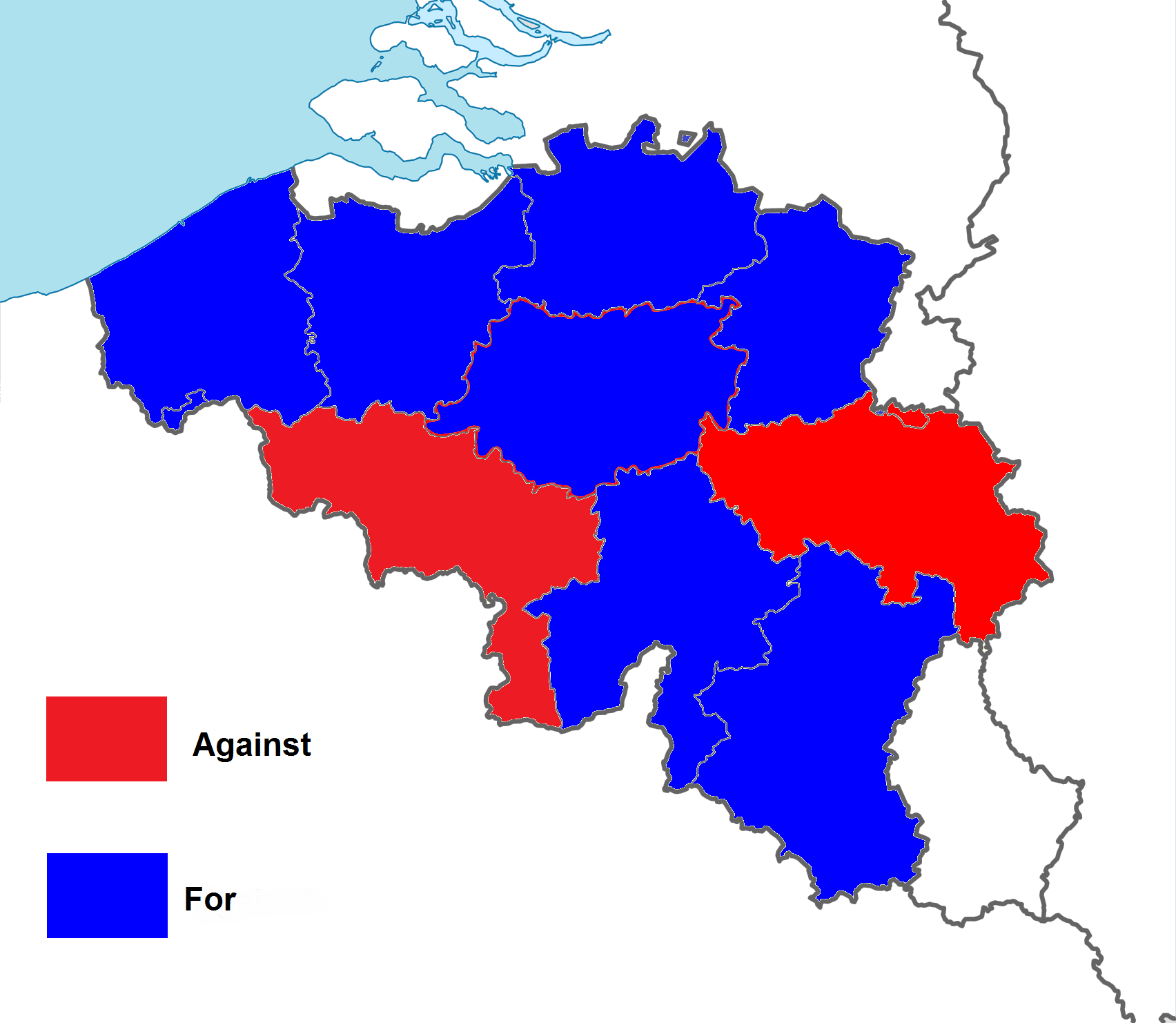
Výsledky referenda o belgické monarchii z roku 1950 podle provincií

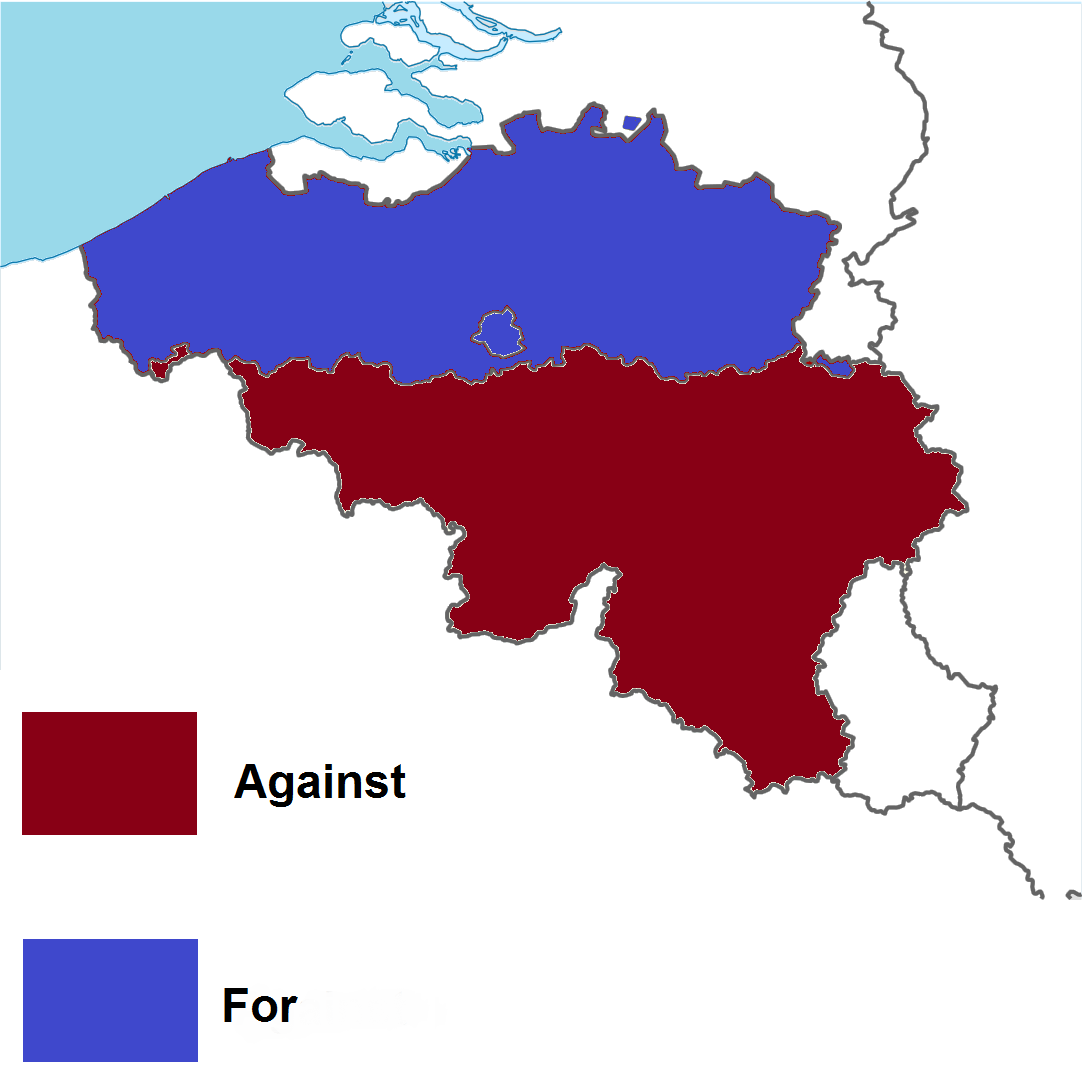
Výsledky podle regionů.

Většina hlasovala pro Leopoldův návrat. Ve Flandrech 72% hlasovalo pro. Ve Valonsku hlasovalo 58% proti. V Bruselu hlasovalo 52% proti.
| Volba                             | Hlasy     | %     |
| --------------------------------- | --------- | ----- |
| Pro                               | 2 933 382 | 57,68 |
| Proti                             | 2 151 881 | 42,32 |
| Celkem                            | 5 236 740 | 100   |
| Platné hlasy                      | 5 085 263 | 97,11 |
| Neplatné/prázdné hlasy            | 151 477   | 2,89  |
| Celkem                            | 5 236 740 | 100   |
| Registrovaní voliči/volební účast | 5 635 452 | 92,92 |
| Zdroj: Direct Democracy           |           |       |

### Podle arrondissementů
| Arrondissement                                    | Provincie                                         | Celkový počet hlasů | Neplatné/prázdné | Pro       | Pro  | Proti     | Proti |
| Arrondissement                                    | Provincie                                         | Celkový počet hlasů | Neplatné/prázdné | Hlasy     | %    | Hlasy     | %     |
| ------------------------------------------------- | ------------------------------------------------- | ------------------- | ---------------- | --------- | ---- | --------- | ----- |
| Neufchâteau-Virton                                | Lucemburk                                         | 59 223              | 1 595            | 37 443    | 65,0 | 20 185    | 35,0  |
| Sint-Niklaas                                      | Východní Flandry                                  | 111 048             | 1 833            | 84 955    | 77,8 | 24 260    | 22,2  |
| Arlon-Marche-Bastogne                             | Lucemburk                                         | 72 526              | 2 078            | 46 296    | 65,7 | 24 152    | 34,3  |
| Dendermonde                                       | Východní Flandry                                  | 97 756              | 2 150            | 72 223    | 75,5 | 23 383    | 24,5  |
| Dinant-Philippeville                              | Namur                                             | 88 056              | 2 237            | 51 261    | 59,7 | 34 558    | 40,3  |
| Thuin                                             | Henegavsko                                        | 82 540              | 2 294            | 34 529    | 43,0 | 45 717    | 57,0  |
| Oudenaarde                                        | Východní Flandry                                  | 73 500              | 2 371            | 47 607    | 66,9 | 23 522    | 33,1  |
| Soignies                                          | Henegavsko                                        | 103 952             | 2 565            | 34 875    | 34,4 | 66 512    | 65,6  |
| Aalst                                             | Východní Flandry                                  | 145 994             | 2 924            | 100 130   | 70,0 | 42 940    | 30,0  |
| Ypry                                              | Západní Flandry                                   | 74 101              | 3 011            | 54 109    | 76,1 | 16 981    | 23,9  |
| Nivelles                                          | Brabant                                           | 119 686             | 3 097            | 43 777    | 37,5 | 72 812    | 62,5  |
| Huy-Waremme                                       | Lutych                                            | 109 286             | 3 132            | 44 445    | 41,9 | 61 709    | 58,1  |
| Roeselare-Tielt                                   | Západní Flandry                                   | 116 945             | 3 372            | 96 196    | 84,7 | 17 377    | 15,3  |
| Namur                                             | Namur                                             | 135 600             | 3 495            | 64 112    | 48,5 | 67 993    | 51,5  |
| Hasselt                                           | Limburk                                           | 109 472             | 3 513            | 87 241    | 82,3 | 18 718    | 17,7  |
| Tongeren-Maaseik                                  | Limburk                                           | 124 333             | 3 616            | 101 783   | 84,3 | 18 934    | 15,7  |
| Bruggy                                            | Západní Flandry                                   | 119 573             | 3 677            | 83 623    | 72,2 | 32 273    | 27,8  |
| Turnhout                                          | Antverpy                                          | 134 684             | 3 678            | 110 576   | 84,4 | 20 430    | 15,6  |
| Mechelen                                          | Antverpy                                          | 156 099             | 3 905            | 106 450   | 69,9 | 45 744    | 30,1  |
| Tournai-Ath                                       | Henegavsko                                        | 147 992             | 4 056            | 62 661    | 43,5 | 81 275    | 56,5  |
| Mons                                              | Henegavsko                                        | 162 250             | 4 467            | 49 243    | 31,2 | 108 540   | 68,8  |
| Veurne-Diksmuide-Ostende                          | Západní Flandry                                   | 118 265             | 4 615            | 82 652    | 72,7 | 30 998    | 27,3  |
| Verviers                                          | Lutych                                            | 141 253             | 4 998            | 81 238    | 59,6 | 55 017    | 40,4  |
| Kortrijk                                          | Západní Flandry                                   | 167 772             | 5 163            | 114 198   | 70,2 | 48 411    | 29,8  |
| Charleroi                                         | Henegavsko                                        | 268 375             | 7 209            | 86 003    | 32,9 | 175 163   | 67,1  |
| Lovaň                                             | Brabant                                           | 197 540             | 7 530            | 125 944   | 66,3 | 64 066    | 33,7  |
| Gent-Eeklo                                        | Východní Flandry                                  | 328 298             | 9 792            | 224 874   | 70,6 | 93 632    | 29,4  |
| Lutych                                            | Lutych                                            | 353 598             | 10 095           | 119 161   | 34,7 | 224 342   | 65,3  |
| Antverpy                                          | Antverpy                                          | 484 936             | 12 236           | 297 863   | 63,0 | 174 837   | 37,0  |
| Brusel                                            | Brabant                                           | 832 087             | 26 773           | 387 914   | 48,2 | 417 400   | 51,8  |
| Valonsko (čtyři valonské provincie plus Nivelles) | Valonsko (čtyři valonské provincie plus Nivelles) | 1 844 337           | 51 318           | 755 044   | 42,1 | 1 037 975 | 57,9  |
| Vlámsko (čtyři vlámské provincie plus Lovaň)      | Vlámsko (čtyři vlámské provincie plus Lovaň)      | 2 560 316           | 73 386           | 1 790 424 | 71,0 | 696 506   | 28,0  |
| Celkem                                            | Celkem                                            | 5 236 740           | 151 477          | 2,933,382 | 57,7 | 2,151,881 | 42,3  |